# Indothele lanka
Indothele lanka är en spindelart som beskrevs av Coyle 1995. Indothele lanka ingår i släktet Indothele och familjen Dipluridae.
Artens utbredningsområde är Sri Lanka. Inga underarter finns listade i Catalogue of Life.